# Глицериды

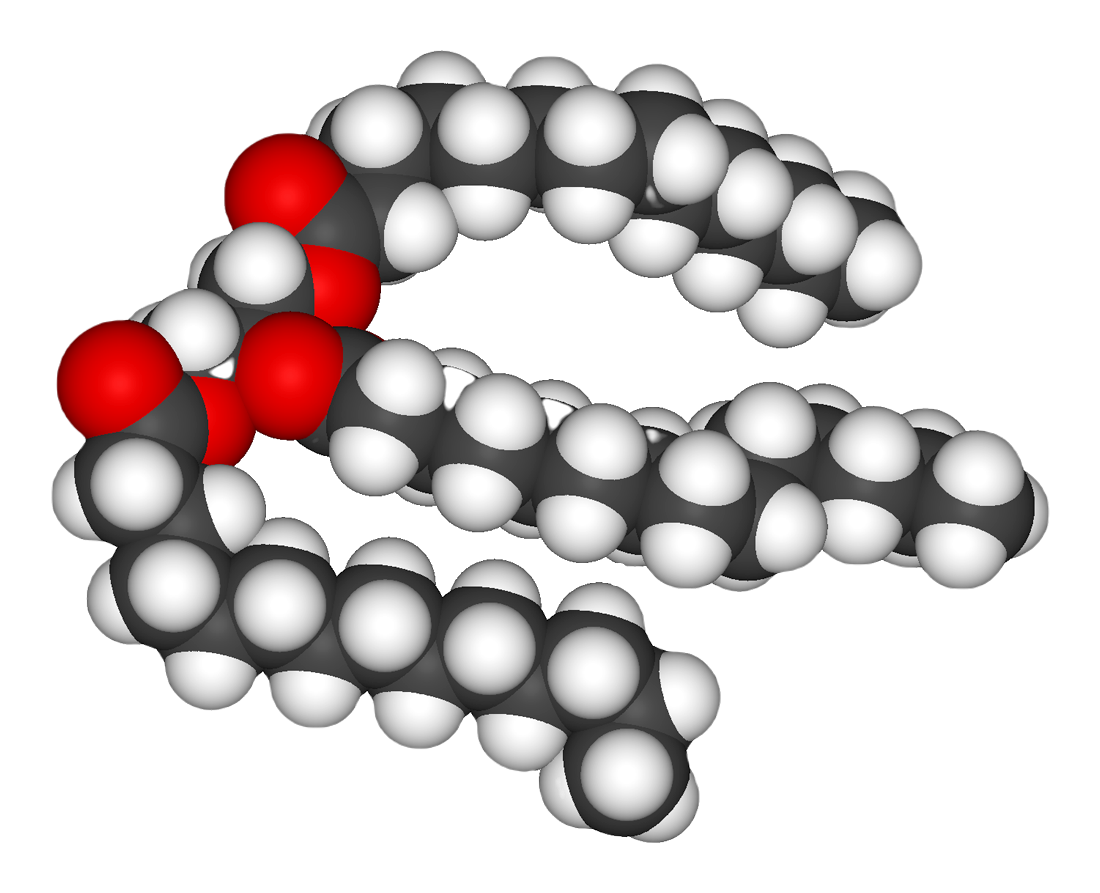
Шариковая модель триглицерида. Красным цветом выделен кислород, чёрным — углерод, белым — водород

Часть глицерида — глицерин

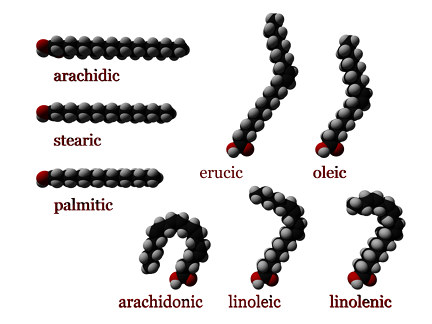
Части глицерида — жирные кислоты

Триацетин, простейший жир

Глицериды или ацилглицерины — органические соединения, сложные эфиры глицерина и жирных кислот, широко распространенные в природе. Глицерин, являясь трехатомным спиртом, содержит в своей структуре три гидроксигруппы, каждая из которых может быть этерифицирована жирными кислотами с образованием моно-, ди- и триглицеридов, в которых возможны различные комбинации ацильных фрагментов жирных кислот, отличающихся длиной и разветвленностью углеродной цепи, а также количеством, положением и конфигурацией кратных (двойных и тройных) связей в ней.

## Номенклатура

### Классификация
По количеству этерифицированных гидроксигрупп глицерина выделяют три вида глицеридов:
- моноглицериды (MAG) — содержат один ацильный фрагмент жирной кислоты, подразделяют на 1-О-ацилглицерины — сложноэфирная группа у крайнего С1 атома углерода глицеринового фрагмента и 2-О-ацилглицерины — сложноэфирная группа у центрального С2 атома углерода глицеринового фрагмента;
- диглицериды (DAG) — содержат два ацильных фрагмента жирной кислот, поразделяются на 1,2-О-диацилглицерины — сложноэфирные группы при двух соседних атомах углерода — С1 и С2 — глицеринового фрагмента и 1,3-диацицглицерины — сложноэфирные группы при двух крайних атомах углерода — С1 и С3 — глицеринового фрагмента;
- триглицериды (TAG) — содержат три ацильных фрагмента жирной кислоты.

### Названия
Образование названий глицеридов регламентировано биохимической номенклатурой ИЮПАК (Белая книга) в разделе, посвященном липидам, при этом название ацильного фрагмента глицеридов определяется разделом номенклатуры углеводов.
При формировании названий глицериды рассматриваются как производные глицерина, содержащие ацильные заместители при атомах кислорода, поэтому глицерин является основой названия. В приставочной части перечисляют названия ацильных фрагментов жирных кислот, с указанием перед ними номера атома(ов) углерода остатка глицерина, с которым соединен сложноэфирный фрагмент, и буквенного локанта -О- (часто опускается), отражающего свзяь ацильных заместителей именно с атомом кислорода глицеринового фрагмента. Примеры: три-О-стерарилглицерин или тристеарилглицерин — все три гидроксигруппы глицерина этерифицированы стеариновой кислотой, 1-пальмитил-2-олеилглицерин — гидроксигруппа у крайнего атома углерода глицерина этерифицирована пальмитиновой кислотой, у расположенного в центре — олеиновой кислотой.

## Распространение в природе
Растительные и животные жиры в основном содержат триглицериды, но под действием естественных ферментов (липазы) они гидролизируются до моно- и диглицеридов и жирных кислот.